# Кириленко Валентин Петрович
Валентин Петрович Кириле́нко (нар. 24 квітня 1931, Лугини — пом. 25 січня 2009, Київ) — український письменник-гуморист; член Київської міської організації Національної спілки письменників України з 20 травня 2005 року.

## Біографія
Народився 24 квітня 1931 у селі Лугини (нині селище Коростенського району Житомирської області, Україна). 1955 року закінчив Київський педагогічний інститут.
Після здобуття фахової освіти учителював. Працював у Києві: у 1960 —1961 роках — у видавництві «Веселка»; у редакціях газет: у 1961—1964 роках — «Радянська освіта»; у 1965—1969 роках — «Друг читача»; у 1970—1973 роках — «Робітнича»; у 1973—1975 роках — «Вечірній Київ». Протягом 1975—1979 років працював у відділі інформатики об'єднання «Укрсільгосптехніка»; у 1979—1991 роках — у журналі «Перець»; у 1991—1996 роках — позаштним кореспондентом газети «Вісті з України». Помер у Києві 25 січня 2009 року.

## Творчість
Перші його вірші були надруковані у 1959 році у «Літературній газеті».  В творчому доробку Валентина Кириленка також багато гуморесок.
Автор книг:
- «В Оксанчиному селі» (1961);
- «Є від загадки ключі» (1973);
- «Загадки і відгадки» (1975);
- «Корова під сідлом» (1978);
- «Весела плутанина» (1978);
- «Талановиті вуха» (1980);
- «Штатний комар» (1990);
- «Посміхаємося разом» (1996);
- «І сміх, і сльози, і любов…» (2005).